# Георгиевская башня
Георгиевская башня (Егорьевская башня) — самая восточная башня Нижегородского кремля. Расположена между Борисоглебской и Пороховой башнями, на бровке волжского берега, около памятника Валерию Чкалову у начала Чкаловской лестницы.

## История

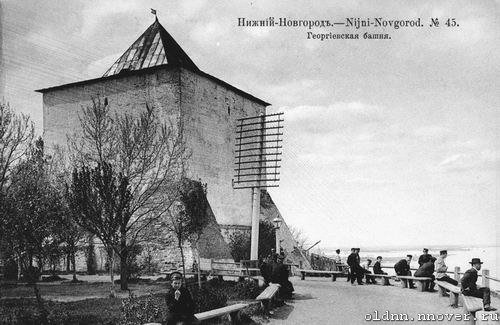
Георгиевская башня в начале XX века

Башня датируется XVI веком. Была названа по соседству с посадской Георгиевской церковью (не сохранилась), либо от Георгиевского терема — дворца основателя города. В 1785—1786 годах была переоборудована под складское помещение с закладкой проёмов между зубцами.
В 1943 году началось и в 1949 году завершилось строительство монументальной Чкаловской лестницы от установленного рядом с Георгиевской башней памятника Валерию Чкалову вниз к Волге. В 1953 году башня была отреставрирована.

## Описание
Представляет собой квадратную четырёхъярусную башню. Нижний ярус башни в настоящее время находится почти целиком под землёй, соединён с верхним ярусом системой переходов с лестницами, оборудованными в толще примыкающего прясла.
Центральное помещение башни (главное помещение) изолировано от этих переходов и представляло собой сквозной проезд, до того как ворота Георгиевской башни были наглухо «запущены» опускной решёткой. Ворота защищались сложной системой препятствий — противнику необходимо было преодолеть длинный деревянный мост, затем — подъёмный мост в виде тяжелого щита, в вертикальном положении (5,3 м) закрывающего проём ворот (высотой 3,52 м). Устройства подъемного моста сохранились до наших дней почти без изменений. Проезд сквозь башню изгибался под углом, что исключало возможность сквозного прострела. В боковых стенах главного помещения выложены боевые печуры.
В третьем ярусе имеется четыре боевых камеры, четвёртый ярус — бой с зубцов.